# Le Perray-en-Yvelines
Le Perray-en-Yvelines es una comuna francesa, situada en el departamento de Yvelines, de la región de Isla de Francia.

## Geografía
Está ubicada cerca de Rambouillet, a 50 km al suroeste de París.

## Demografía
| 1 918 | 2 341 | 3 001 | 4 016 | 4 645 | 5 828 | 6 388 | 6 669 | 6 724 |
| Para los censos de 1962 a 1999 la población legal corresponde a la población sin duplicidades (Fuente: INSEE [Consultar]) |       |       |       |       |       |       |       |       |